# Kamionka (Reinschdorf)
Kamionka ist ein Ort in der Landgemeinde Reinschdorf (Reńska Wieś) im Powiat Kędzierzyńsko-Kozielski der Woiwodschaft Opole in Polen.

## Geografie

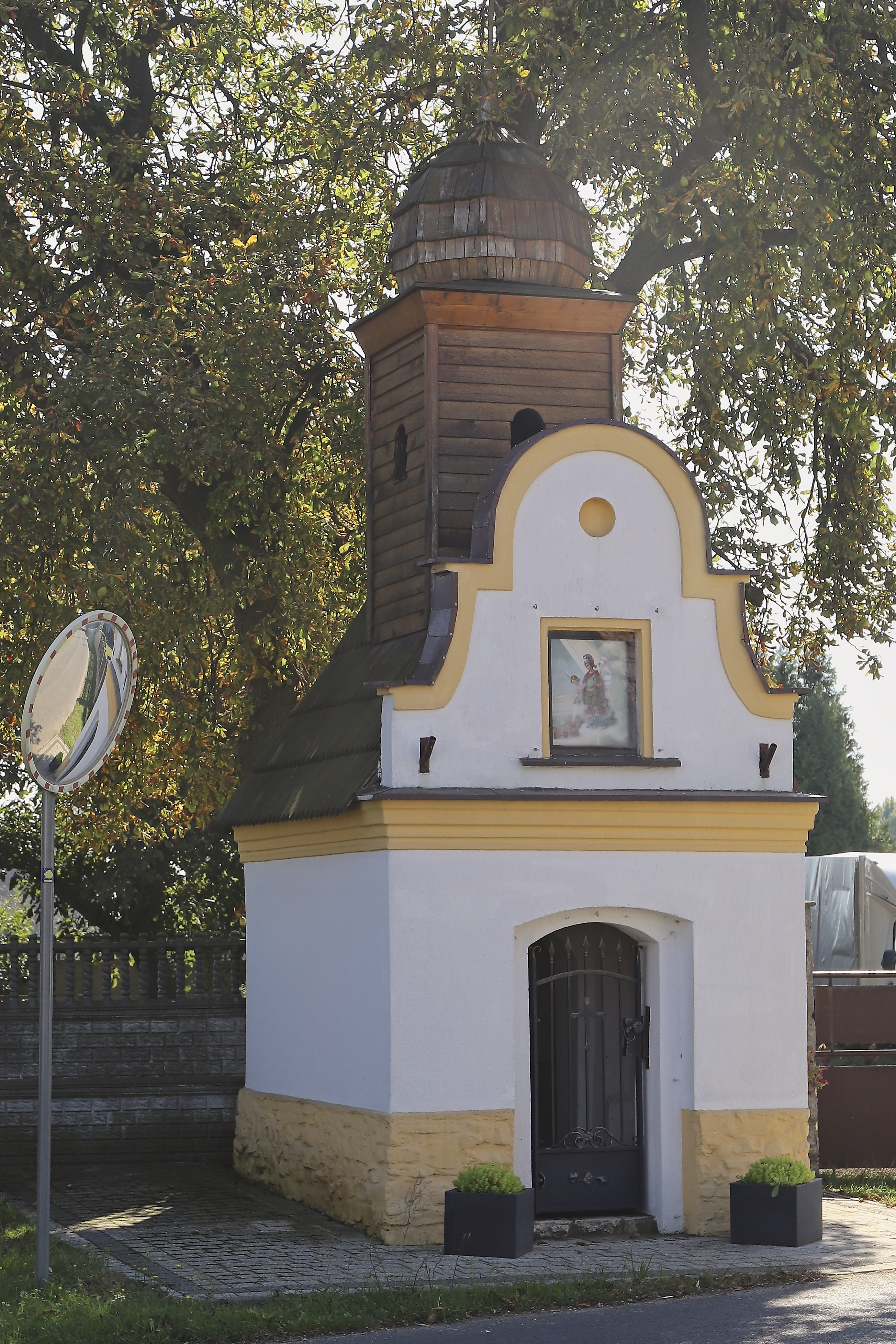
Florianskapelle

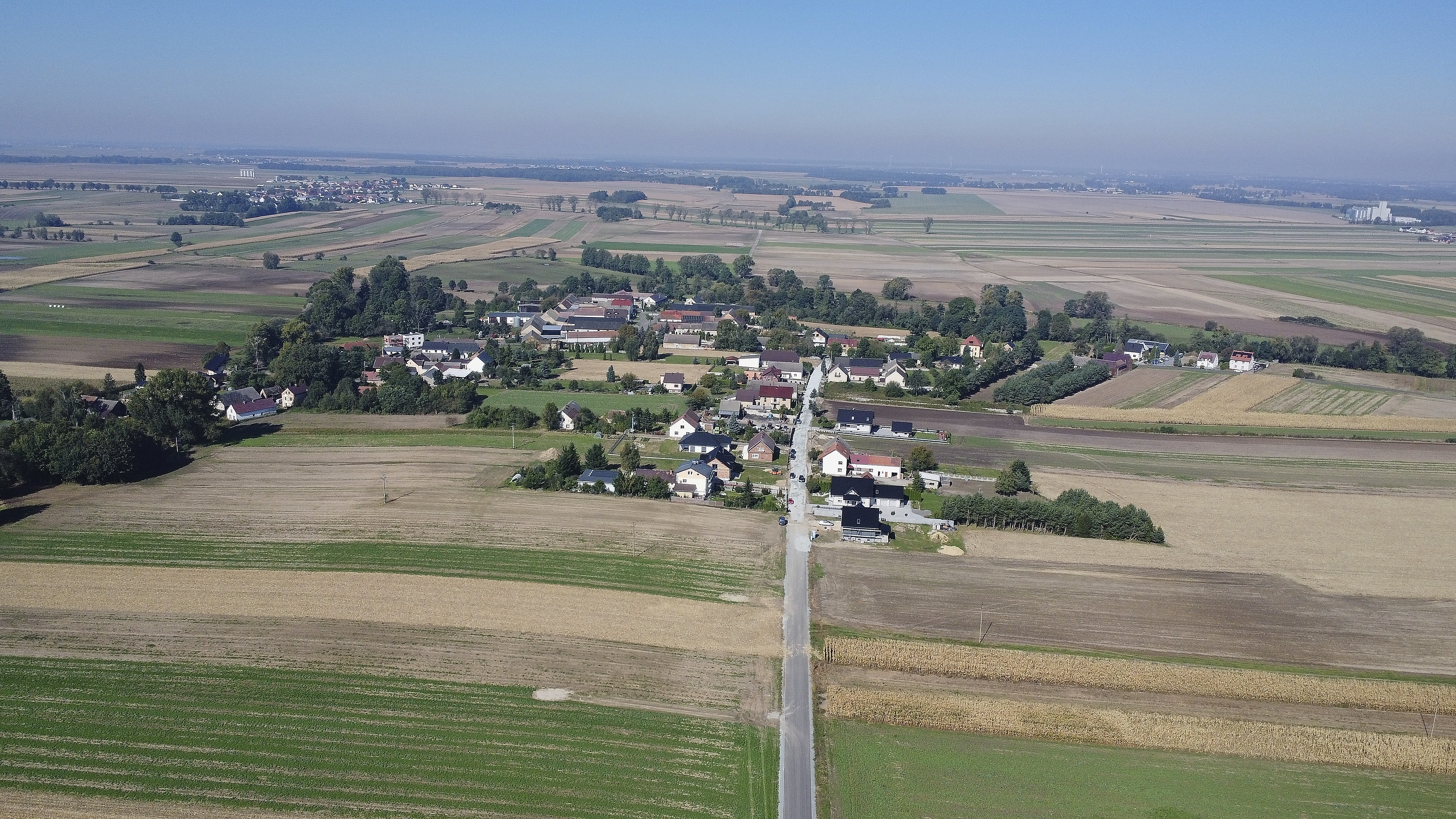
Luftbild

Kamionka liegt rund zehn Kilometer nordwestlich von Reinschdorf, 13 Kilometer südwestlich von Kędzierzyn-Koźle und 40 Kilometer südlich von Opole (Oppeln). Durch Kamionka fließt die Stradunka.

## Geschichte
„Kamenky“ wurde erstmals im Jahre 1532 erwähnt. In den Beyträge(n) zur Beschreibung von Schlesien aus dem Jahre 1783 ist es als Kamionka und auch als Kamionky erwähnt, gehörte zum Landkreis Cosel, mit dem es bis 1945 verbunden blieb. Damals bestanden 152 Einwohner, eine Mühle, elf Bauern und mehrere Gärtner. Nach einem Blitzeinschlag 1812 in eine Scheune geriet das Dorf zu großen Teilen in Brand. Danach wurde der hl. Florian zum Schutzpatron gewählt und ihm zu Ehren eine Kapelle gebaut. 1831 bestand Kamionka aus 27 Wohnhäusern und 30 weiteren Bauwerken. 1865 waren es acht Bauern, vier Halbbauern, ein Gärtner, ein Müller, 14 Häusler und ein Kretscham. Schule und Kirche befanden sich in Mechnitz.
Bei der Volksabstimmung in Oberschlesien am 20. März 1921 stimmten im Ort 151 Wahlberechtigte für einen Verbleib Oberschlesiens bei Deutschland und 32 für eine Zugehörigkeit zu Polen. Kamionka verblieb nach der Teilung Oberschlesiens beim Deutschen Reich. 1922 wurde eine Schule eröffnet. 1936 wurde Kamionka im Zuge einer Welle von Ortsumbenennungen der NS-Zeit in Steinbirn umbenannt. Bis 1945 befand sich der Ort im Landkreis Cosel.
Als Folge des Zweiten Weltkriegs fiel Steinbirn zusammen mit dem größten Teil Schlesiens 1945 unter polnische Verwaltung und wurde in Kamionka umbenannt. Von 1945 bis 1950 gehörte es zur Woiwodschaft Schlesien, anschließend wurde es der Woiwodschaft Opole eingegliedert. Seit 1999 gehört es zum Powiat Kędzierzyńsko-Kozielski. Am 26. Oktober 2006 wurde in der Gemeinde Reinschdorf Deutsch als Zweite Amtssprache eingeführt. Seit 1999 gehört es zum Powiat Kędzierzyńsko-Kozielski. Am 26. Oktober 2006 wurde in der Gemeinde Reinschdorf Deutsch als Zweite Amtssprache eingeführt.
Der seit 11. Januar 2011 amtliche deutsche Ortsname Kamionka ist mit dem polnischen identisch.

## Sehenswürdigkeiten
- St.-Florian-Kapelle mit hölzernem Glockenturm